# 薄田ジュリア
薄田 ジュリア（うすだ ジュリア、1990年6月22日 - ）は、日本のフリーアナウンサー。現姓：非公表、本名：薄田ジュリア沙誉（うすだ ジュリア さよ）。

## 来歴
兵庫県西宮市出身。父親が日本人、母親がフランス人で、アメリカ合衆国にて出会って婚姻し3兄妹の長女として生まれる。4歳の時に阪神・淡路大震災に被災し、被災後に大阪府に転居。
同志社香里中学校・高等学校卒業、同志社大学社会学部メディア学科在学中、ミス同志社2010のファイナリストに残った。ミスコン活動の一環で「第10回 JCF 学生映画祭 in Tottori」の親善大使も務めた。サン放送アカデミー出身。在学中、竹内弘一の下で『音楽わいど ラジオ・ビュー』（KBS京都ラジオ）のアシスタントディレクターを担当した経験がある。2013年4月、石川テレビに入社。同期は同じ同志社大学出身の弘松優衣。
FNS系列のアナウンサーが集まった番組にも出演。2017年2月22日、『石川さん情報Live リフレッシュ』で石川テレビを退社し関西圏に戻る事を発表し、3月3日の『石川さん みんなのニュース』が石川テレビアナウンサーとしては最後の出演となった。
同月27日から番組開始した『報道ランナー』のサブキャスターに起用され、以後、現在の事務所に所属した事を発表した。

## 出演番組

### 現在

#### テレビ
- 報道ランナー（関西テレビ）
  - 月 - 水曜サブキャスター（2017年3月27日 - 2019年3月27日、2021年3月29日 - 2023年3月29日）
  - 月 - 木曜サブキャスター（2019年4月1日 - 2021年3月25日）

### 過去

#### 学生時代
テレビ
- NHKふるさと情報局（NHK鳥取放送局） - 2011年

ラジオ
- パックンたまご（毎日放送）※パックンキャンパーズ大阪校メンバー、 - 2010年10月9日 - 11月27日

#### 石川テレビ時代
- 石川さん みんなのニュース
  - みんなのニュース（フジテレビ）※「みんなのふるさと」
- 石川テレビスーパーニュース
- 石川さん情報Live リフレッシュ
- 8ッピーLive いしかわキッズ!
- SHOPてチョーダイ!
- FNS各局対抗! 格付けニッポン! 最強グルメNo.1決定戦!（フジテレビ）※石川テレビ代表、 - 2016年3月31日
- 石川さん こんやのニュース
- 北陸中日新聞テレビ日曜夕刊

#### フリー以後

##### ラジオ
- 辛坊治郎 Sunday Kiss（Kiss FM）※サウンドクルー（パーソナリティ） - 2019年5月12日 - 2021年10月31日